# Sebastián Fernández de Leceta
Sebastián Fernández de Leceta, conocido como Dos Pelos (Ullíbarri-Arana, ¿1770?-Iturmendi, 1822), fue un guerrillero español de la Guerra de la Independencia Española que formó parte de la partida de Francisco Espoz y Mina.

## Biografía
Fue creador en 1809 del Primer Batallón Alavés, cuya bandera se conserva en el Museo de Armería de Álava, como cuerpo de voluntarios contra los franceses. Pasó a engrosar la partida guerrillera del navarro Espoz y Mina, del cual se convirtió en mano derecha, y dado su conocimiento de la orografía tuvo especial relevancia en las sendas Sorpresas de Arlabán: en 1811 y 1812. Notoria fue también su participación en la Batalla de Vitoria en el flanco derecho, entre los Montes de Vitoria, al mando de un millar de hombres que componían el 5.º Regimiento de Navarra y 1.º de alaveses.
Tras la Guerra de la Independencia, estuvo destinado en Daroca y Zúñiga, entre otras localidades. Hasta que en 1822, en el marco del Trienio Liberal y debido a sus ideas liberales, fue hecho prisionero por los absolutistas del vizcaíno Fernando Zabala, que en Iturmendi lo mandó fusilar junto a sus hombres en represalia de la muerte de 17 realistas a manos de los de 'Dos Pelos' meses atrás.
En su localidad natal de Ullíbarri-Arana se alza un monumento en su recuerdo, así como en Vitoria hay una calle en su honor.